# Большая Почтовая улица
Больша́я Почто́вая улица — улица в центре Москвы в Басманном районе между Рубцовской набережной и Бакунинской улицей.

## История
Современные Большая и Малая Почтовые улицы некогда составляли единую Хапиловскую улицу (называлась по речке Хапиловка, притоку Яузы). В конце XIX века большая часть этой улицы была переименована в Почтовую — по почтовому двору, находившемуся здесь с XVIII века. В 1924 году из Почтовой и Хапиловской улицы образовали Большую и Малую Почтовые улицы.

## Описание
Большая Почтовая улица продолжает Малую Почтовую за Третьим транспортным кольцом от Малого Гаврикова переулка, проходит на северо-восток параллельно Бакунинской. Справа к ней примыкает Рубцов переулок, а слева — 3-й, 2-й и 1-й Ирининские переулки, затем справа на неё выходит улица Новая Дорога, слева — улица Фридриха Энгельса, за которой Большая Почтовая поворачивает на север, слева примыкает Рабфаковский переулок. Далее выходит на Бакунинскую улицу.

## Здания и сооружения

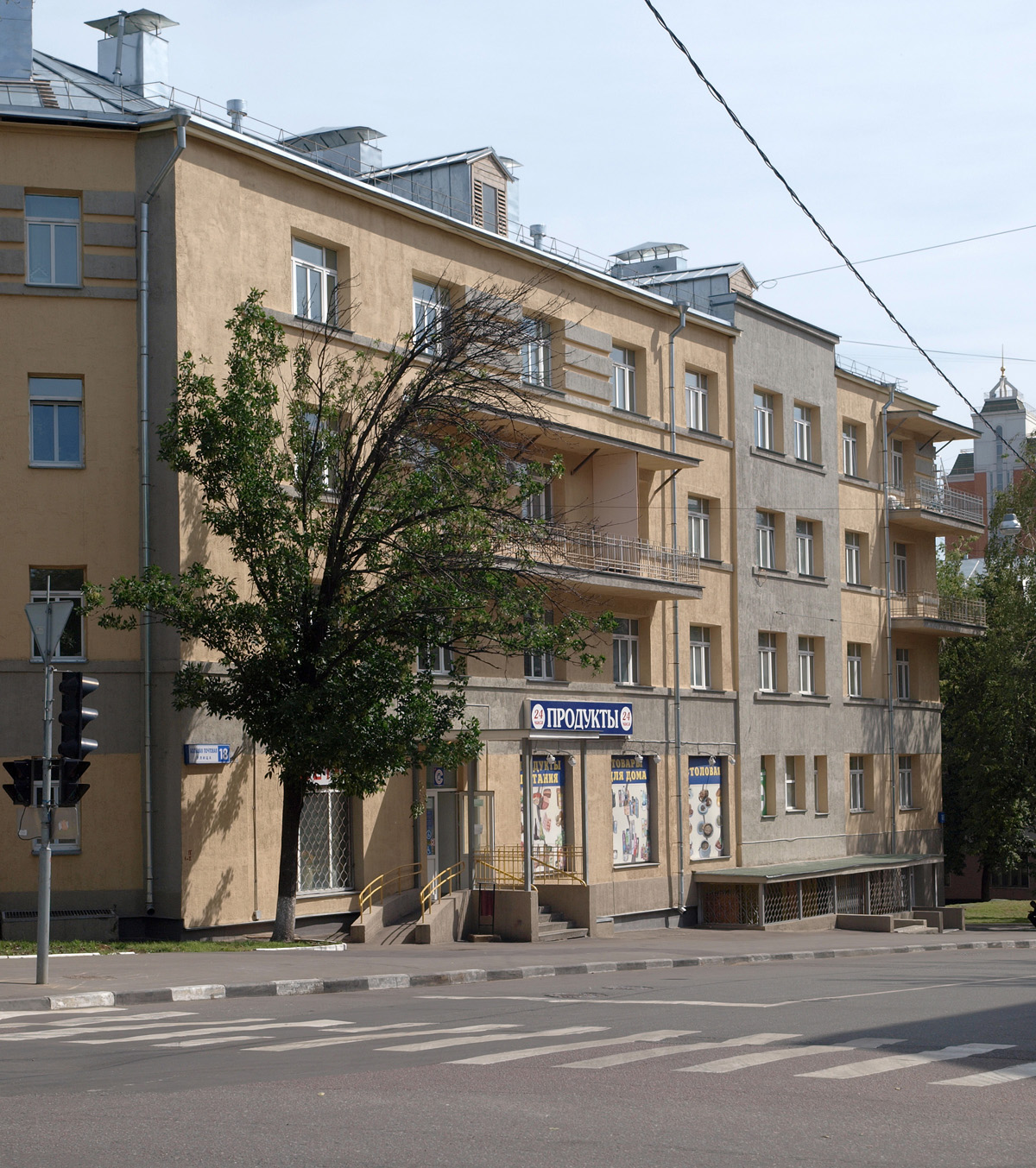
№ 18-20, корпус 1. Комплекс жилых домов «Будёновский посёлок».
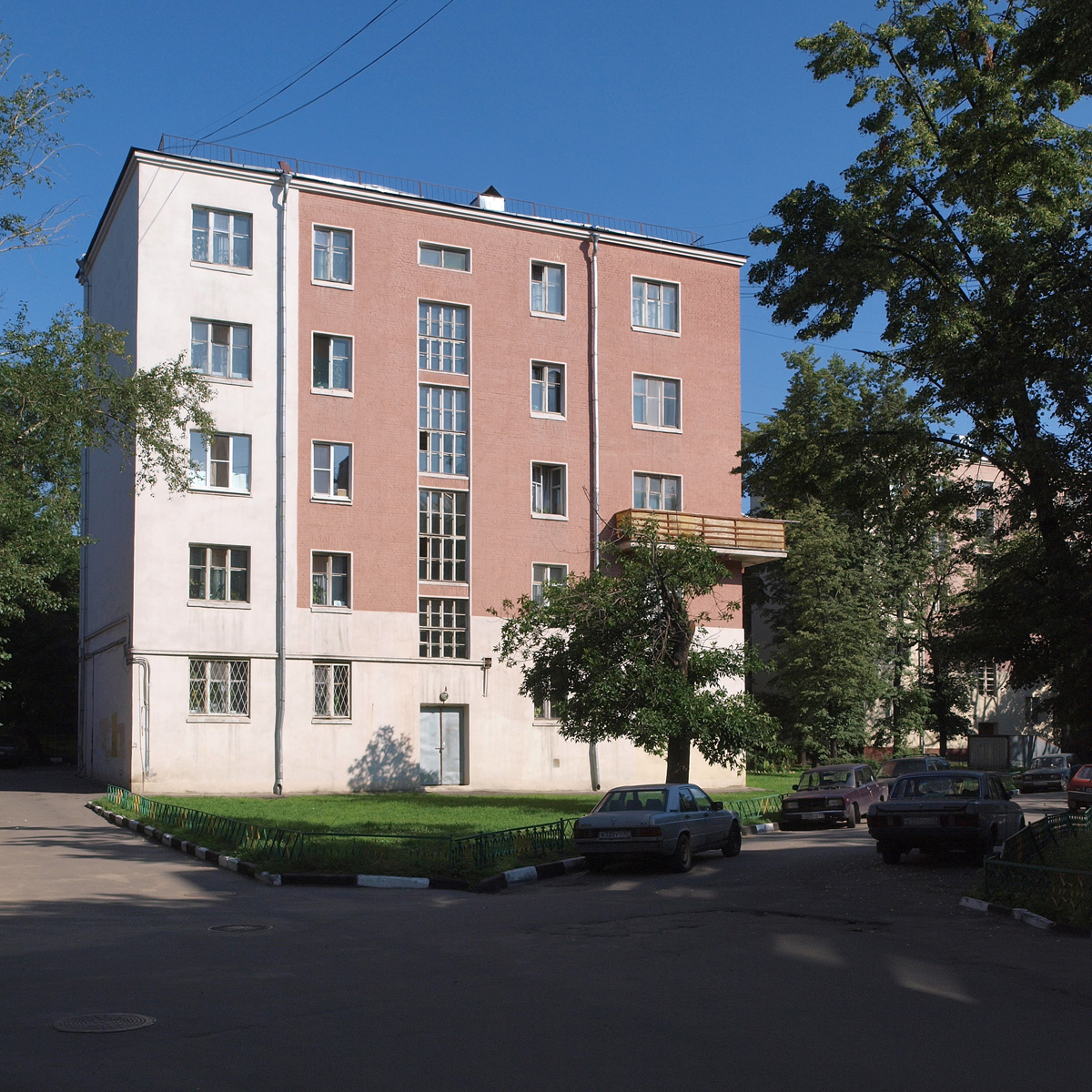
№ 18-20, корпус 11. Комплекс жилых домов «Будёновский посёлок».
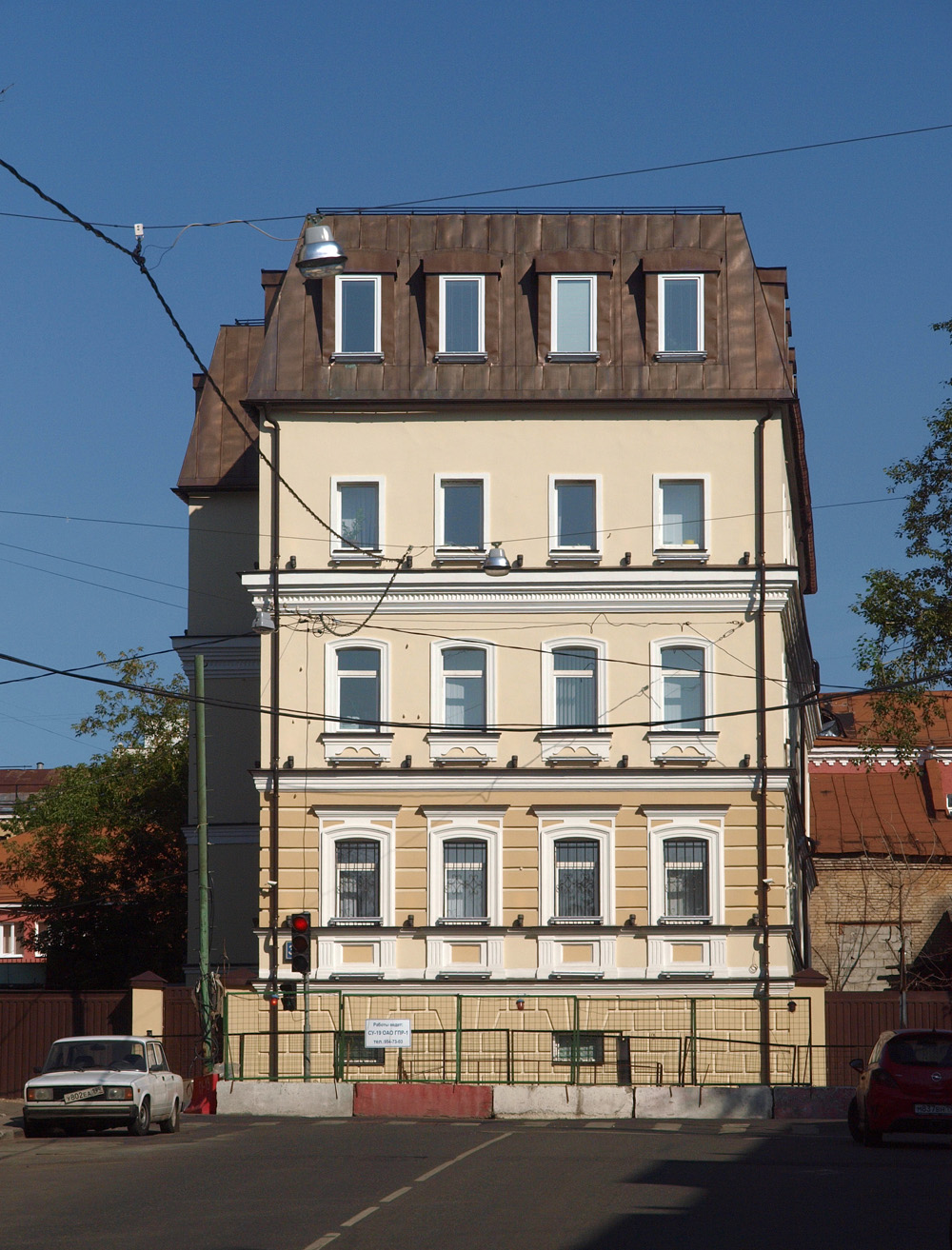
№ 39.
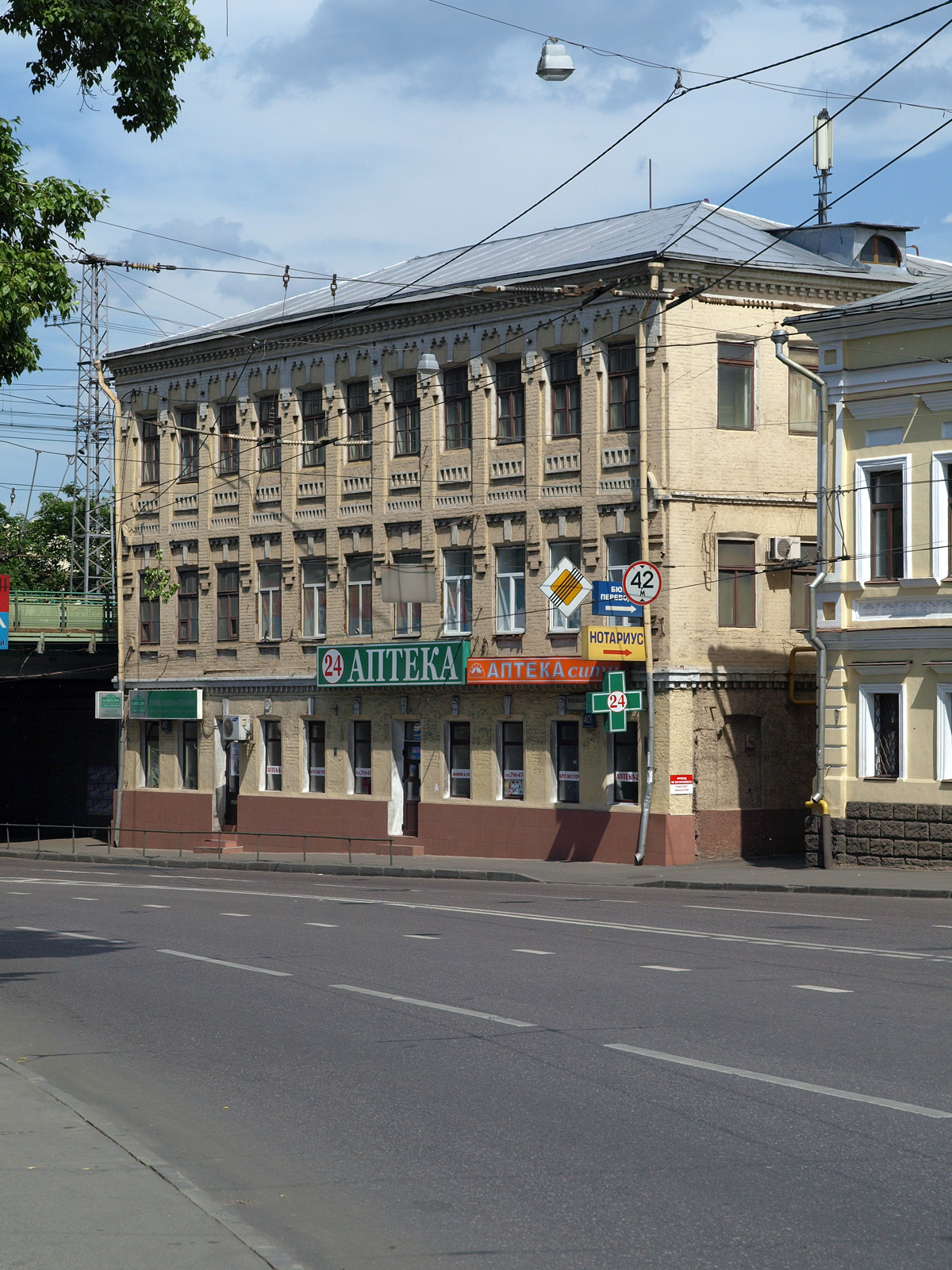
№ 40.

- № 9—12, 15, 16, 18 — Посёлок «Будённовский» (1926—1927, 1929—1930, архитекторы А. С. Фуфаев, М. И. Мотылёв, Г. М. Мапу, М. М. Русанова)[1][2]. В доме № 18, корп. 7 жил актёр Николай Черкасов[3], в доме 18/2 жил Савелий Крамаров[4].
- № 34 — Дом купца Шурова (1798; 1891)[5]
- № 36, стр. 1 — Офисное здание (2005, архитекторы Д. Бархин, Н. Басангова, И. Горелова, Д. Максимова)[6]. Построено в неоклассическом стиле[7].

## Транспорт
По улице проходят автобусные маршруты 78 и 552.